# Syväjärvi (Jukkasjärvi socken, Lappland, 753582-171195)
Syväjärvi är en sjö i Kiruna kommun i Lappland och ingår i Torneälvens huvudavrinningsområde. Syväjärvi ligger i Torne och Kalix älvsystem Natura 2000-område.